# ماريا بابوفا
ماريا بابوفا (بالروسية: Попова, Мария Владимировна) مواليد 13 يوليو 1994 في بابرويسك، هي لاعبة كرة سلة بيلاروسية. تلعب في الدوري التركي لكرة السلة للسيدات. يبلغ طولها 6 قدم 2 بوصة (1.9 م). مثلت منتخب بلادها. شاركت في دورة الألعاب الأولمبية الصيفية سنة 2016.

## سجل المنافسة
شاركت في المنافسات التالية:
- الألعاب الأولمبية الصيفية 2016
- كأس العالم لكرة السلة للسيدات 2014

## روابط خارجية
- ماريا بابوفا على موقع الاتحاد الدولي لكرة السلة (الإنجليزية)
- ماريا بابوفا على موقع كرة السلة الأوروبية.كوم (الإنجليزية)
- ماريا بابوفا على موقع بروبوليرز (الإنجليزية)
- ماريا بابوفا على موقع سبورتس رفرنس (الإنجليزية)
- ماريا بابوفا على موقع أوليمبيديا (الإنجليزية)